# Meehania
Meehania es un género con diez especies de plantas con flores perteneciente a la familia Lamiaceae. Es originario de China, regiones templadas de Asia y este de Estados Unidos.

## Especies
| - Meehania cordata - Meehania faberi - Meehania fargesii - Meehania henyri - Meehania montis-koyae | - Meehania pinetorum - Meehania pinfaensis - Meehania radicans - Meehania simplex - Meehania urticifolia |